# Hartmut M. Griese
Hartmut M. Griese (* 1944 in Prag) ist ein deutscher Soziologe, Sozialpsychologe, Erziehungswissenschaftler, Jugend- und Migrationsforscher. Griese war, bis zu seiner Emeritierung im Mai 2024,  Professor für Soziologie der Leibniz Universität Hannover und Autor mehrerer Sachbücher. Er leitete das Institut für sozial- und erziehungswissenschaftliche Fortbildung (ISEF).

## Leben
Griese studierte Soziologie, Psychologie und Pädagogik in Münster. Er schloss 1971 mit dem Magister-Examen ab. Es erfolgte ebenda 1975 seine Promotion und 1979 die Habilitation. Ab 1979 war Griese Professor für Soziologie und akademischer Rat an der Universität Hannover, er wurde im Mai 2024 emeritiert.

## Forschung und Lehre
Schwerpunkte seiner Forschung und Lehre waren allgemeine Soziologie, Jugendsoziologie, Soziologie sozialer Randgruppen, Migrationssoziologie und interkulturelle Pädagogik, Erwachsenenbildung, Sozialisationsforschung. Zu den Praxisschwerpunkten zählten Jugendarbeit, Erwachsenenbildung und Elternbildungsarbeit.

## Werke
- mit Irmhild Schrader, Karamba Diaby, Anna Joskowski: Vielheit und Einheit im neuen Deutschland: Leerstellen in Migrationsforschung und Erinnerungspolitik, Brandes & Apsel, 2015, ISBN 978-3-95558-160-2
- mit Isabel Sievers, Rainer Schulte: Bildungserfolgreiche Transmigranten: eine Studie über deutsch-türkische Migrationsbiographien, Brandes & Apsel, 2010, ISBN 978-3-86099-642-3
- Aktuelle Jugendforschung und klassische Jugendtheorien: ein Modul für erziehungs- und sozialwissenschaftliche Studiengänge, Lit Verlag, 2007, ISBN 978-3-8258-0922-5
- „Wir denken deutsch und fühlen türkisch“: sozio-kulturelle Kompetenzen von Studierenden mit Migrationshintergrund Türkei, IKO – Verlag für Interkulturelle Kommunikation, 2007, ISBN 978-3-88939-883-3
- Was ist eigentlich das Problem am „Ausländerproblem“? Über die soziale Durchschlagskraft ideologischer Konstrukte, IKO – Verlag für Interkulturelle Kommunikation, 2002, ISBN 978-3-88939-639-6
- Übergangsrituale im Jugendalter : Jugendweihe, Konfirmation, Firmung und Alternativen ; Positionen und Perspektiven am "runden Tisch", Lit Verlag, 2000, ISBN 978-3-8258-4551-3
- Jugend(sub)kultur(en) und Gewalt: Analysen, Materialien, Kritik. Soziologische und pädagogikkritische Beiträge, Lit Verlag, 2000, ISBN 978-3-8258-4419-6
- Sozialwissenschaftliche Jugendtheorien: Eine Einführung, Beltz , 2. Erweiterte Auflage, 1982, ISBN 978-3-407-51128-7
- Soziologische Anthropologie und Sozialisationstheorie, Beltz , 2. Erweiterte Auflage, 1981, ISBN 978-3-407-51142-3
- Sozialisation im Erwachsenenalter: Ein Reader zur Einführung in ihre theoretischen und empirischen Grundlagen, Beltz-Studienbuch, 1988, ISBN 978-3-407-51142-3
- Der Gläserne Fremde: Bilanz und Kritik der Gastarbeiterforschung und Auslanderpadagogik, Leske + Budrich, 1984, ISBN 978-3-8100-0470-3
- mit Bruno W. Nikles, Christoph Rülcker: Soziale Rolle: zur Vermittlung von Individuum und Gesellschaft. Ein soziologisches Studien- und Arbeitsbuch, Leske + Budrich, 1977, ISBN 978-3-8100-0198-6
- mit Schim Schrader, Bruno W. Nikles: Die zweite Generation : Sozialisation u. Akkulturation ausländ. Kinder in d. Bundesrepublik, Athenäum-Verlag, 1976, ISBN 978-3-7610-4108-6

Festschrift
- Christina Fischer, Alexis Athemeliotis: Jugend – Migration – Sozialisation – Bildung: Festschrift zum 65. Geburtstag von Hartmut M. Griese, Lit Verlag, 2009, ISBN 978-3-643-10088-7